# Waszak

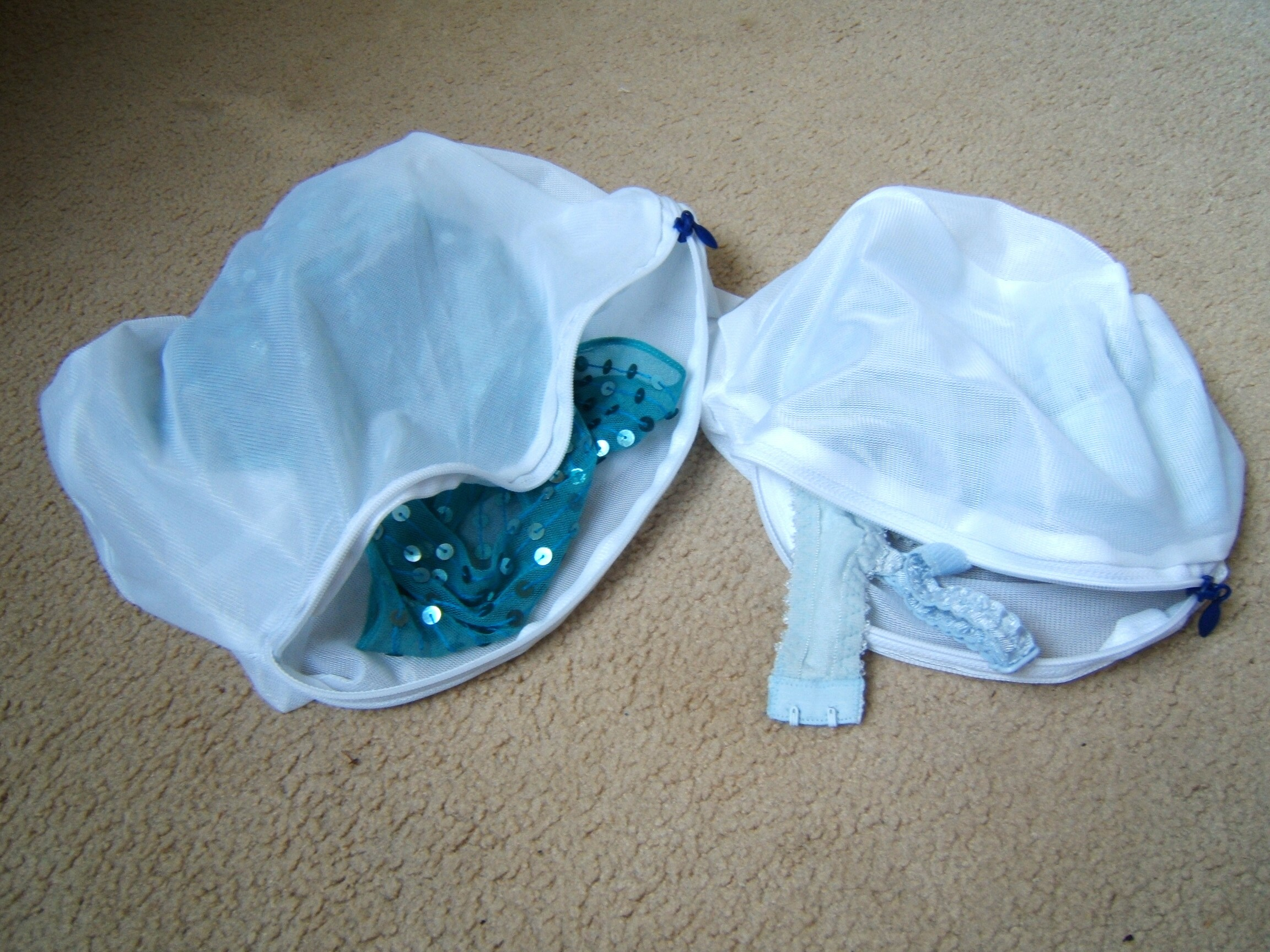
Waszakjes met kleding

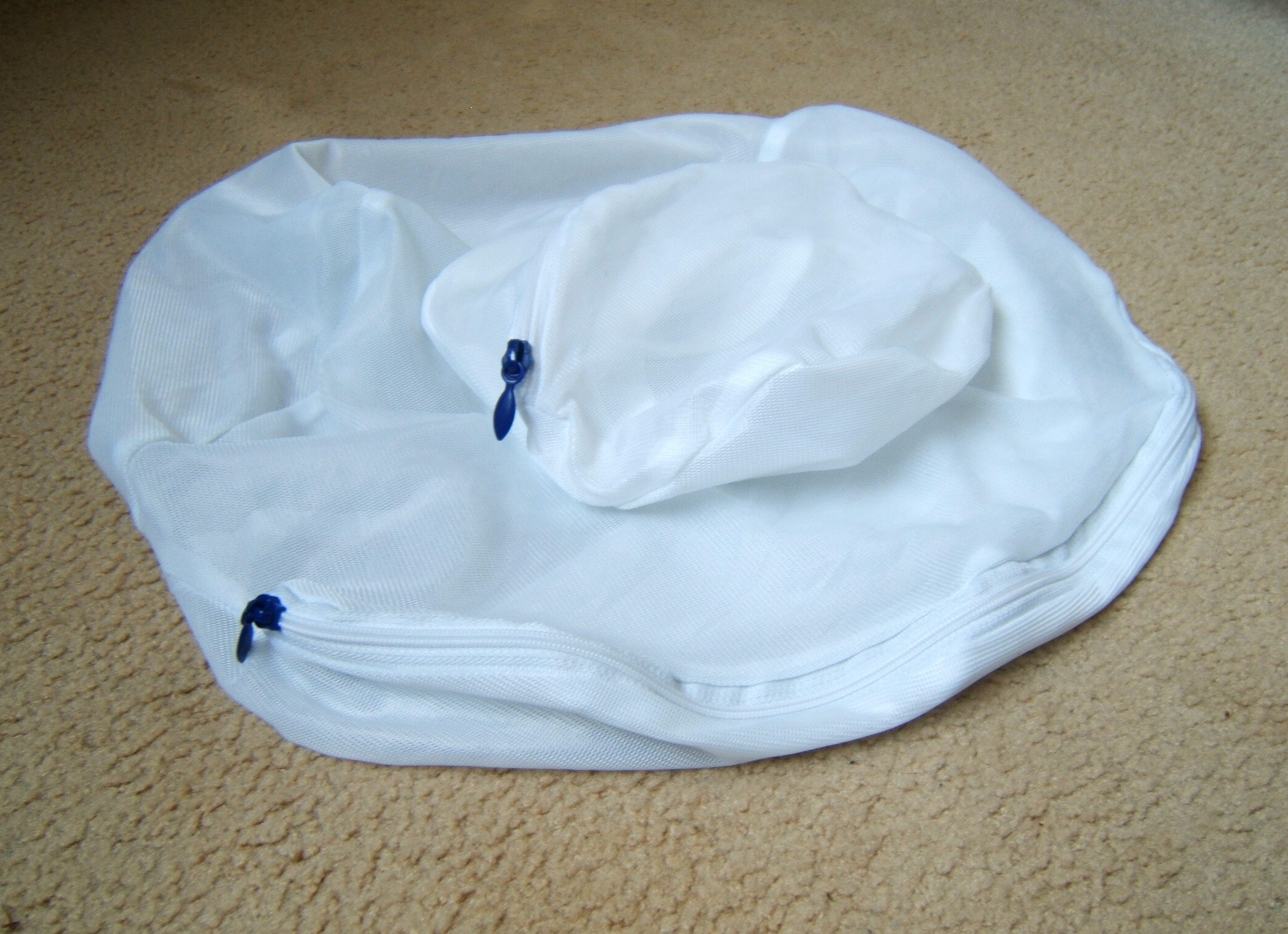
Waszakjes, gesloten,
zonder kleding

Een waszak(je) is een met een rits afsluitbaar zakje van een speciaal soort dunne, geweven stof (meestal nylonachtig) om kwetsbare kleding of knuffels te beschermen tegen beschadigingen door de wasmachine. De waszak wordt ook gebruikt om pluisvorming op de kleding te voorkomen.
Kleding geborduurd met pailletten en kraaltjes moet bij voorkeur in een waszak gedaan worden: als het borduursel losraakt, kan dat een storing in de wasmachine veroorzaken. Om die reden worden ook beha's met haakjes en eventuele beugels in waszakjes gedaan alvorens ze te wassen; dit ter bescherming van het andere wasgoed en de wasmachine.